# 巴西国家地理与统计局
巴西国家地理与统计局（葡萄牙語：Instituto Brasileiro de Geografia e Estatística，IBGE）是巴西负责测量、統計地理和环境信息的官方机构。巴西每十年一次的全国人口普查就由巴西国家地理与统计局負責。
巴西国家地理与统计局成立于1936年，最初名为国家统计研究所。它的创始人是统计学家马里奥·奥古斯托·特谢拉·德·弗雷塔斯。1938年改為現名。巴西国家地理与统计局总部位于里约热内卢。1967年2月13日，巴西国家地理与统计局成为联邦机构，而且隶属于巴西經濟部。